# Логан, Джеральд
Джеральд Логан (англ. Gerald Logan; 29 декабря 1879, Уимблдон, Большой Лондон — 29 апреля 1951, Фолкстон, Кент) — английский хоккеист на траве, нападающий. Олимпийский чемпион 1908 года.

## Биография
Джеральд Логан родился 29 декабря 1879 года в районе Уимблдон британского города Лондон.
Учился в Кингстонской гимназии, где играл вместе с будущим партнёром по сборной Англии Стэнли Шовеллером. Действовал на позиции правого центрального нападающего. Благодаря хорошему игровому взаимопониманию оба хоккеиста попали в команду «Хэмпстед», сборные Суррея и Англии.
В 1908 году вошёл в состав сборной Англии по хоккею на траве на летних Олимпийских играх в Лондоне и завоевал золотую медаль, которая пошла в зачёт Великобритании. Играл на позиции нападающего, был капитаном команды, провёл 3 матча, забил 5 мячей (по два в ворота сборных Ирландии и Франции, один — Шотландии).
Сыграл 9 матчей за сборную Англии. В 1909 году эмигрировал.
Умер 29 апреля 1951 года в британском городе Фолкстон.